# James J. Martin (historiador)
James J. Martin (18 de septiembre de 1916-4 de abril de 2004) fue un historiador y autor revisionista estadounidense conocido por defender el negacionismo del Holocausto en sus obras. Es conocido por su libro de 1964, American Liberalism and World Politics, 1931–1941. El negador del Holocausto Harry Elmer Barnes lo llamó "indiscutiblemente el logro más formidable del revisionismo de la Segunda Guerra Mundial".

## Enseñanza
Martin fue un estrecho colaborador del historiador negacionista del Holocausto Harry Elmer Barnes. Las propias opiniones de Martin eran libertarias de mercado e anarcoindividualistas. También fue un egoísta influenciado por Max Stirner y rechazó los puntos de vista de los derechos naturales de otros libertarios. Su trabajo fue elogiado por el historiador de la Nueva Izquierda William Appleman Williams, el teórico libertario Murray Rothbard y otros. 
Después de una carrera docente en Northern Illinois University, San Francisco State College y Deep Springs College, tomó un trabajo como profesor en el Rampart College de Robert LeFevre, asumiendo que sería un trabajo de tiempo completo. Este no fue el caso, ya que Rampart College aún no era realmente una universidad, sino solo una serie de talleres/conferencias sobre economía política libertaria. Eso provocó una eventual pelea entre Martin y LeFevre cuando Rampart College cerró su negocio tres años después de que Martin fuera contratado, y Martin le impuso a LeFevre una infracción de su contrato de cinco años.

## Ralph Myles Publisher
En 1968, después de que Rampart College cerrara y Barnes muriera, Martin fundó la editorial pequeña Ralph Myles Publisher en Colorado Springs, al principio para publicar Harry Elmer Barnes: Learned Crusader. Ralph Myles también reimprimió a Men Against the State, publicó un nuevo libro del fascista Lawrence Dennis, reimprimió una historia del antimilitarismo estadounidense de Arthur Ekirch y trajo varios libros revisionistas de la Primera Guerra Mundial y una serie de escritos clásicos anarquistas de nuevo, especialmente No Treason: The Constitution of No Authority por Lysander Spooner y In Quest of Truth and Justice por Harry Elmer Barnes. Martin también fue autor de libros sobre temas contra la guerra, incluidos Revisionist Viewpoints y The Saga of Hog Island, ambos colecciones de ensayos contra la Segunda Guerra Mundial, y An American Adventure in Bookburning, una historia de censura en los Estados Unidos durante Primera Guerra Mundial.

## Negacionismo del holocausto
A partir de 1979, Martin comenzó a asociarse con el Institute for Historical Review (IHR), un grupo de negacionismo del Holocausto y escribió para la revista del mismo, The Journal of Historical Review. Brian Doherty señala en Radicals for Capitalism: "Martin, en su intento de ajustar los entendimientos históricos estándar de la guerra y la culpa de la guerra, pasó a cuestionar la veracidad de las historias de atrocidades antialemanas estándar, incluidos los detalles estándar del Holocausto", lo llama "desafortunado sombreado en la apologética de Hitler", y que Martin declaró en 1976 que "no creo que la evidencia de un exterminio planificado de toda la población judía de Europa se esté sosteniendo". Uno de sus últimos libros fue El hombre que inventó el genocidio: la carrera pública y las consecuencias de Raphael Lemkin, publicado por IHR en 1984.

## Libros
Su libros publicados fueron:
- American Liberalism and World Politics, 1931-1941
- An American Adventure in Bookburning In the Style of 1918
- Beyond Pearl Harbor: Essays on Some Historical Consequences of the Crisis in the Pacific in 1941
- Men Against the State: The Expositors of Individualist Anarchism, 1827-1908
- Revisionist Viewpoints: Essays in a Dissident Historical Tradition
- The Man Who Invented 'Genocide': The Public Career and Consequences of Raphael Lemkin
- The Pro-Red Orchestra Starts Tuning Up in the U.S.A., 1941
- The Saga of Hog Island and Other Essays in Inconvenient History